# Данилюк Олександр Олександрович
Олександр Олександрович Данилюк (нар. 22 липня 1975, м. Григоріополь, Молдавська РСР) — український політик і державний діяч. Керівник Національного координаційного центру кібербезпеки з 19 червня до 25 жовтня 2019 року.
Секретар РНБО України (травень—вересень 2019), Міністр фінансів України в уряді Володимира Гройсмана (2016—2018).

## Життєпис
Навчався у фізико-математичному класі київської школи № 15. За ініціативи класного керівника, відомого вчителя, Анатолія Шапіро, в класі був проведений перший в СРСР експеримент — відмова від оцінок на користь сталого навчання та заохочення до знань.
Закінчив Київський інститут інвестиційного менеджменту, Національний технічний університет (КПІ) за фахом інженер-електрик.
1999—2001 — навчався в бізнес-школі (MBA) Індіанського університету (США)[джерело?].
Володіє п'ятьма мовами: українською, російською, англійською, іспанською та французькою.

## Кар'єра

### Приватний сектор
Олександр Данилюк почав свою кар'єру 1995 року як брокер в українській компанії TEKT, а потім як керівник департаменту з інвестиційного банкінгу в «Альфа Капітал» та молодший інвестиційний менеджер в американському фонді Western NIS Enterprise Fund.
Протягом трьох років Олександр Данилюк працював над проєктами компанії «McKinsey & Company» в Лондоні та Москві, ще 4 роки очолював один з Інвестиційних фондів Лондона — Rurik Investment.

### Державна служба
Данилюк розпочав кар'єру у державній службі у 2005 році коли став економічним радником прем'єр-міністра Юрія Єханурова. Серед іншого займався приватизацією Криворіжсталі, питаннями енергетики тощо.
Президент Янукович призначив Данилюка своїм радником (поза штатом). З вересня 2010 року, Олександр Данилюк очолював Координаційний центр з упровадження економічних реформ.
Цей центр перебував під керівництвом глави Адміністрації Президента Сергія Льовочкіна і був формально аполітичною структурою з розробки та впровадження реформ для поліпшення інвестиційного клімату, зміцнення принципу верховенства права та розвитку відносин з Міжнародним валютним фондом. Внаслідок відсутності політичної волі та інтересу керівництва держави до зміни застарілої системи у 2010—2013 роках, багато розробок Центру залишалися на папері.
З 17 липня 2014 — Представник Президента України у Кабінеті Міністрів України. За даними Данилюка, у нього з Гройсманом склались довірчі стосунки, й коли він став віце-прем'єром, то Олександр став керівником його групи радників.
З вересня 2015 — Заступник Глави Адміністрації Президента України.
Олександр Данилюк безпосередньо брав участь у підтримці антикорупційних реформ, зокрема розробці законопроєкту про Національне антикорупційне бюро, запуск Агенції з питань запобігання корупції та впровадження електронних декларацій. 

### Міністерство фінансів
14 квітня 2016 року Верховна Рада України призначила новий склад Кабінету Міністрів України (уряд Гройсмана), у складі якого Олександр Данилюк обійняв посаду міністра фінансів України.
За його терміну було реалізовано націоналізацію ПриватБанку. 11 серпня 2016 року заявив, що підтримує ідею скасувати стипендії для більшості студентів і виділяти їх лише як соціальну підтримку малозабезпеченим верствам населення, зокрема дітям-інвалідам та академічні стипендії, які має отримувати обмежена кількість студентів. У серпні Данилюк також підтримав ініціативу зробити на 5 років перерву по сплаті податків на прибуток для підприємців малого бізнесу з оборотом до 3 млн.
7 червня 2018 Верховна Рада звільнила Олександра з посади міністра фінансів. Перед цим відбувся конфлікт з прем'єр-міністром Гройсманом, зокрема в частині реформування Державної фіскальної служби. 23 травня 2018 року Гройсман відмовився призначити Яну Бугримову заступником Данилюка з податкового напрямку та невдовзі прямо підпорядкував собі ДФС, забравши департамент у міністерства фінансів. У відповідь Олександр Данилюк 31 травня надіслав листа послам країн G7, де заявив європейським партнерам: «Бугримову ж призначати не хотіли, тому що Гройсман свідомо гальмує реформу ДФС». Свої слова щодо корупційного лобі в ДФС, Данилюк повторив восени 2018 року.
Данилюк ініціював звільнення Романа Насірова, голови Державної фіскальної служби, якого він звинуватив у корупції та саботуванні реформ у податковій адміністрації.

### Рада національної безпеки і оборони
З 28 травня 2019 року Секретар РНБО, з 19 червня — керівник Національного координаційного центру кібербезпеки, 31 липня введений до складу членів Національної ради з питань антикорупційної політики.
27 вересня 2019 року написав заяву про відставку з посади Секретаря РНБО: «Відставка з посади секретаря РНБО– моя ініціатива. Це було свідоме рішення, яке ґрунтується на тому, що відбувається і як зараз формується політика. Мені просто не цікаві підкилимні ігри, якими займаються деякі персонажі». 30 вересня 2019 року президент Володимир Зеленський своїм указом задовольнив заяву Данилюка про відставку.

### Голова Наглядової ради Нацдепозитарію
25 вересня Данилюка було обрано головою наглядової ради Національного Депозитарію.

## Сім'я
Перша дружина, Ольга Володимирівна Данилюк, уродженка Львова, здобула освіту у британському коледжі Saint Martin's College of Art and Design в Лондоні, а також захистила докторську дисертацію у Royal School of Speech and Drama. Працювала театральним дизайнером у Нью-Йорку та Москві. Після повернення в Україну Ольга Данилюк брала активну участь добровольцем у підтримці української армії в контексті російської військової агресії. У 2018—2020 роках вона поставила спектаклі «Листи з Нью-Йорка» (в якому брало участь 16 дітей із зони бойових дій). Зараз працює театральним режисером в Лондоні. Також з осені 2017 року очолює Театральну лабораторію при Мистецькому Арсеналі в Києві.
Старший син Річард (*2001). Народився в Києві. Захоплюється фізикою, хімією та іншими точними науками. Наразі навчається в одному з найстаріших коледжів у Великій Британії — Winchester College.
Молодший син Володимир (*2011). Народився у Лондоні. Полюбляє шахи та футбол.
23 травня 2016 року Данилюк заявив про свою відмову від громадянства Британії через бажання будувати політичну кар'єру в Україні. Також він повідомив, що його тодішня дружина Ольга Данилюк і діти є громадянами Британії.
7 липня 2022 року одружився з відомою українською дизайнеркою Лілією Літковською. Вінчання відбулося в Софійському соборі в Києві. Стосунки наречені приховували, тому для багатьох це весілля стало цілковитою несподіванкою. Наречена пішла до вінця у весільній сукні та вельоні свого ж бренду, а наречений — на інвалідному візку (його віз до вівтаря мер Києва Віталій Кличко).